# David Dominic Mwangi
David Dominic Mwangi alias Meja Mwangi (Nanyuki, 27 de septiembre de 1948) es un asistente de dirección y casting, regidor, guionista y novelista keniata.

## Biografía
Mwangi creció en Nanyuki, una ciudad que contaba un gran número de cuarteles de soldados británicos. Su madre era empleada doméstica de familias británicas y gracias estas familias se fue decantando por la literatura.
En 1972 comenzó a trabajar para una red de televisión francesa como técnico de sonido. Su novela de 1973, Kill Me Quick ganó el Premio Jomo Kenyatta de 2004. Mwangi trabajó por un tiempo como un bibliotecario de cine. En la década de 1980 trabajó como asistente de dirección en diversas producciones cinematográficas, como Out of Africa(1985), Gorillas in the Mist (1985), White Mischief (1988), Kitchen Toto (1987) y Shadow On The Sun (1988).
En los años 1990 Mwangi comenzó a escribir libros infantiles como Little White Man (1990, premiado en 1992 con el Deutscher Jugendliteraturpreis ) y escribió la novela The Last Plague (2000).

## Obra
- Kill Me Quick (1973) ISBN 0435901435
- Going Down River Road (1976) ISBN 0435901761
- The Cockroach Dance (1979) ISBN 0582642760
- Carcase for Hounds (1974) ISBN 0435901451
- Taste of Death (1975)
- The Bushtrackers (1979) ISBN 0582785251
- Bread of Sorrow (1987)
- The Return of Shaka (1989)
- Weapon of Hunger (1989) ISBN 9966498133
- Striving for the Wind (1990) ISBN 0435909797
- Little White Man (1990, premiado en 1992 con el Premio Alemán de Literatura Juvenil)
- The Last Plague (2000) ISBN 9966250646
- Mountain of Bones (2001)
- The Boy Gift (2006) ISBN 9781847284716
- Mama Dudu, the Insect Woman (2007) ISBN 9781847284686
- Baba Pesa (2007) ISBN 9780979647611
- The Big Chiefs (2007) ISBN 9780979647635
- Gun Runner (2007) ISBN 9780979647604
- Power (2009) ISBN 9780979647697
- Blood Brothers (2009) ISBN 9780982012604